# Florian Greten

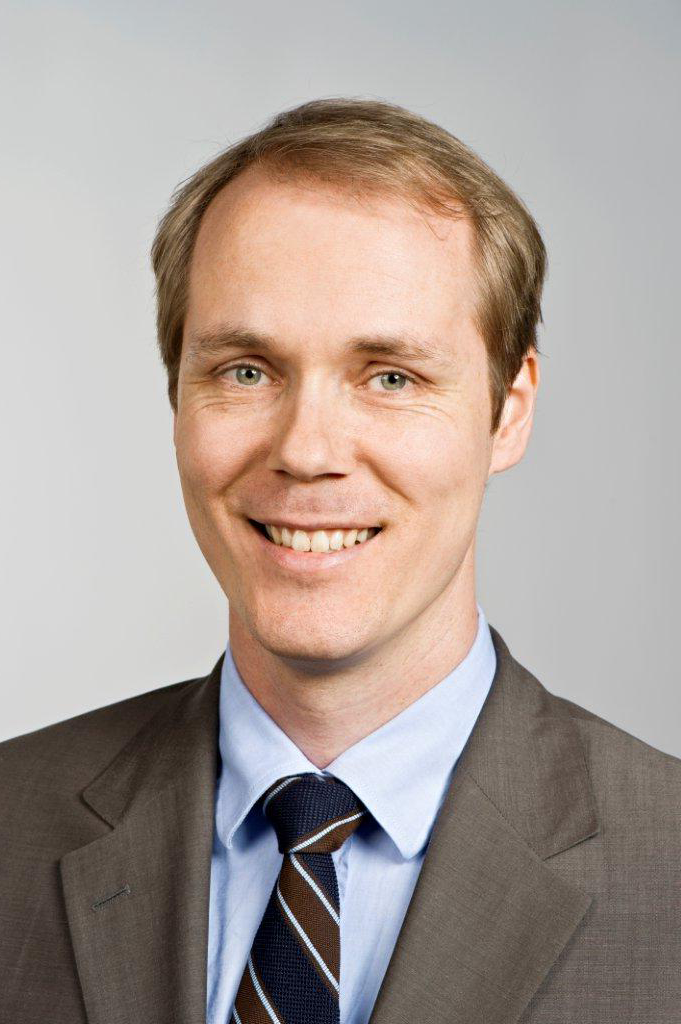
Florian R. Greten (2013)

Florian Richard Greten (* 17. November 1972 in Heidelberg) ist ein deutscher Mediziner und Krebsforscher. Er ist Direktor des Georg-Speyer-Hauses in Frankfurt am Main, Sprecher des Frankfurt Cancer Institutes und Professor für Tumorbiologie im Fachbereich Medizin an der Johann Wolfgang Goethe-Universität Frankfurt am Main.

## Leben
Greten begann 1991 sein Studium der Medizin an den Universitäten in Hamburg und Wien. Noch im Abschlussjahr 1998 promovierte der damals erst 26-Jährige an der Hamburger Universität zum Thema Sequenz, Pharmakologie, Gewebeverteilung und Evolution eines μ-Opioidrezeptors aus dem niederen Vertebraten Catostomus commersoni und war anschließend Arzt im Praktikum und Assistenzarzt in der Inneren Medizin am Universitätsklinikum Ulm. Von Januar 2000 bis April 2004 forschte er in der pharmakologischen Abteilung der University of California in San Diego unter Michael Karin. Nach seiner Rückkehr nach Deutschland nahm er eine Stelle am Klinikum rechts der Isar in München an. Es folgten die Habilitation 2008 und im August 2010 die Berufung zum Professor an die II. Medizinische Klinik des Münchener Klinikums. Ab Januar 2011 war Greten Professor am Institut für Molekulare Immunologie. Seit August 2013 leitet Florian Greten das chemotherapeutische Forschungsinstitut Georg-Speyer-Haus in Frankfurt am Main. Mit der Leitung übernahm Florian Greten auch die W3-Professur für Tumorbiologie am Fachbereich Medizin der Goethe-Universität.

## Weitere Mitgliedschaften
- Mitglied des strategischen Forschungsausschusses am Fachbereich Medizin der Goethe-Universität
- Stellvertretender Vorsitzender im Kuratorium der Paul-Ehrlich-Stiftung
- Sprecher und Leiter des Frankfurt Cancer Institute (FCI)[2] einer der Zentren der Landes-Offensiven zur Entwicklung Wissenschaftlich-ökonomischer Exzellenz (kurz: LOEWE)
- Mitglied der Nationalen Dekade gegen Krebs[3] zur Förderung von Krebsprävention und -Forschung
- Mitglied im Hinterzartener Kreis[4] der Deutschen Forschungsgemeinschaft (DFG)

## Forschungsschwerpunkte
Greten forscht insbesondere über die Zusammenhänge von Entzündungsprozessen und Darmkrebs und die Interaktion verschiedener Zelltypen im Tumormikromilieu (engl. tumor microenvironment). Seit vielen Jahren forscht Greten zu diesem hoch aktuellen Forschungsgebiet, auf dem mittlerweile Einigkeit darüber herrscht, dass einzelne Mutationen in Zellen nicht ausreichen, um Tumore entstehen zu lassen. Die mutierten Tumorzellen bedürfen ein entsprechendes aus einer Vielzahl unterschiedlicher Zelltypen in ihrer unmittelbaren Umgebung zusammengesetztes Mikromilieu, das durch die Freisetzung von Botenstoffen sowohl positiven als auch negativen Einfluss nimmt.
Bis Ende 2013 war Greten Projektleiter im Sonderforschungsbereich 824, dessen Ziel es ist, Krebstherapien mit Hilfe bildgebender Verfahren zu verbessern. Greten führte das Projekt B7 zur „Identifizierung und Visualisierung von prä-malignem Epistel während Kolitis-assoziierten Karzinogene“.
Am Georg-Speyer-Haus erforscht Greten die komplexen Zell-Zell-Interaktionen mit dem Ziel innovative therapeutische Ansatzpunkte zu identifizieren wie etwa die neu entwickelten Therapiestrategien nach standardisierten Verfahren in präklinischen Tumormodellen zu testen.

## Auszeichnungen
- 2005: Emmy Noether-Förderprogramms der Deutschen Forschungsgemeinschaft
- 2010: Johann-Georg-Zimmermann-Preis für Krebsforschung
- 2010: Theodor-Frerichs-Preis der Deutschen Gesellschaft für Innere Medizin[6]
- 2010: Emil-Salzer-Preis für Translationale Krebsforschung[7] des Deutschen Krebsforschungszentrums
- 2010: AIO-Wissenschaftspreis der Deutschen Krebsgesellschaft
- 2011: ERC Starting Grant des Europäischen Forschungsrats
- 2012: Deutscher Krebspreis[8] der DKG
- 2013: Wilhelm Vaillant Preis[9] der Wilhelm Vaillant Stiftung[10]
- 2019: Felix Burda Award[11]
- 2021: ECR Advanced Grant[12]